# Красноборский Иоанно-Предтечев монастырь
Красноборский Иоанно-Предтечев монастырь — упразднённый старообрядческий мужской монастырь, действовавший в урочище Полоса близ села Лопатни Суражского уезда Черниговской губернии (ныне Клинцовского района Брянской области) с 60-х годов XVIII века по 1928 год.

## Название
Старообрядческий монастырь во имя Иоанна Предтечи был известен по своему нахождению в урочище Полоса. Его часто называли монастырём «на Полосе», «монастырём Полоса», «скитом Полоса» или просто «Полоса». Происхождение названия «Красноборский» достоверно не установлено. Клинцовский краевед Р. И. Перекрестов связывает это название с иконой Иоанна Предтечи «Красный Барок», переданной обители по завещанию инока Пахомия (Владимирова) в 1827 году, которая особо почиталась в монастыре. По мнению исследовательницы старообрядчества Стародубья М. В. Кочергиной, «Красным Бором» назывался расположенный рядом лес.

## История
Монастырь основан в 1760-х годах клинцовским мещанином Афанасием Кулаковым (в схиме — Антоний), поселившимся в урочище Полоса, которое представляло собой возвышенность между рекой Унеча и её старицей. Ещё в XVIII веке построена молельня во имя крестителя Иоанна Предтечи, не имевшая алтаря. Монастырь управлялся простыми монахами, среди которых по именам известны Власий, Иосиф, Варлаам, Иоасаф и Алимпий.
В 1846 году власти пытались склонить обитель к принятию единоверия: в монастырь приезжала комиссия, описавшая его ценности; с колокольни сняли колокола; настоятеля обители инока Иоасафа семь раз возили в Чернигов «для увещевания». Согласно описанию монастыря в нём находилось «молитвенное здание без престола деревянное во имя крестителя Иоанна Предтечи крытое тесом, с двумя малыми куполами, один из крестов, который был оббит железом, жестью и вызолочен». На колокольне было 4 колокола, самый большой из которых весил 6 пудов. Кельи были преимущественно построены из сосновых брёвен. Были пекарня, сарай, амбар, овин, келарня и гостиная.
Монастырь стал широко известен благодаря проживанию в нём Ксеноса (Илариона Георгиевича Кабанова), автора Окружного послания (1862 год). В 1860 году в обители проживало 25 человек. В 1880 году во время настоятельства инока Алимпия к молельне пристроен алтарь, освящённый в честь Рождества Иоанна Предтечи. В 1880-х годах в монастыре вспыхнул пожар, уничтоживший все деревянные постройки, кроме церкви. Обитель быстро восстановили при финансовой поддержке клинцовских купцов. В 1890-х власти хотели закрыть монастырь, но этого удалось избежать благодаря заступничеству миллионера Дмитрия Васильевича Барышникова, принадлежавшего к единоверию.
Красноборский монастырь последовательно был резиденцией старообрядческих Новозыбковских епископов Сильвестра, Ермогена и Михаила. Расцвет монастыря начался после публикации манифеста о веротерпимости в 1905 году. В 1906 году первым игуменом избрали Макария (Глинкина). В 1907 году начинается значительная перестройка обители. В октябре 1908 года освящена зимняя церковь в честь Казанской иконы Божией Матери. Была проложена новая дорога, для которой возвели два моста. Обновлены кельи, трапезная, построены новые хозяйственные постройки. Территория была обнесена оградой на кирпичном фундаменте. В 1912 году красноборского священника Фёдора Разуваева (в постриге — Флавиан) поставили во епископа Новозыбковского. В 1914 году в 12 домах проживало 15 монахов и 30 бельцов.
В 1928 году (по другим сведениям — в 1930-х) монастырь закрыт властями. Монахи были репрессированы, а монастырские постройки переданы колхозу и во время войны были разобраны на стройматериалы. Иконостас и все иконы коммунисты хотели сжечь в печи ТЭЦ, но две иконы уцелели и хранятся в Спасо-Преображенском старообрядческом храме Клинцов. Чугунное надгробие над могилой Ксеноса сдали на металлолом в 1930-х годах. На месте монастыря установлен памятный крест.